# 今枝良臺
今枝 良臺（いまえだ りょうたい、正保2年（1645年） - 元禄15年3月26日（1702年4月22日））は、江戸時代前期の剣豪。理方一流の流祖。号は竹榮軒、一翁と号した。名字は今枝、本姓は藤原、諱は良臺。今枝佐仲、藤原良臺とも。
伯耆国倉吉（現・鳥取県倉吉市）で生まれ、父の今枝良堅は今枝流を開いたので、父と江戸の伯父今枝良政から剣術を学び、柳生の新陰流兵法、起倒流柔術、柏原流（樫原流）槍術、一傳流居合術を修得した。
摂津国高槻城主・永井直清に仕えたが、修行のため浪人。江戸小石川の御徒町で道場を開き、今枝流抜刀技50本を20本に統合し「初実剣理方一流」と称した。当時江戸の3浪人と噂されたと伝えられる。
元禄15年（1702年）、58歳で死去。自ら指図した墓は江戸小石川の戸崎町の祥雲寺にあった(祥雲寺は現・東京都豊島区池袋3丁目に移転)。
曽祖父今枝良重が今枝流の根本を一傳流、伯耆流、疋田陰流からまとめ、養子の今枝良隆と研鑽し古伝今枝流を創り、その子の良堅が発展させた。

## 関連書
- 『理方童子教』　今枝左仲良臺　貞享4年(1687年)　岡山大学蔵
抜粋「武士の子は 右に雲所の封札は刀を守り 刀は能身を守ると心得べき事にや 此守刀の徳によりて 次第ヽヽに成長し 武士と人によばれて（中略）侍の子も刀さヽぬ時は 侍とはいはず しからば 刀の徳によりて 侍といふと心得べし」
- 『兵法破邪見咄集』　今枝良臺　同志社大学蔵